# Gunda Magnusson
Gunda Barbro Magnusson, född 26 september 1944 i Naums församling i dåvarande Skaraborgs län, är en svensk journalist och författare.
Gunda Magnusson är dotter till lantbrukaren Nils Magnusson och småskollärarinnan Irma, ogift Zotterman. Hon har bland annat verkat som journalist i Örebro, på Riksradion och Sveriges Television, bland annat vid nyhetsprogrammet Rapport. Hon var med och drog i gång radioprogrammet Godmorgon, världen! 1986.
Hon är författare till Sin egen lyckas smed – de startade eget i Sverige (1992), som handlar om invandrare som etablerat sig som företagare i Sverige, och Magnus Gabriel (1993), som handlar om Magnus Gabriel De la Gardie. Hon har också författat pjäser tillsammans med Gunnar Linden.
Gunda Magnusson skilde sig 1982 och gifte sedan om sig med journalisten Per-Iwar Sohlström (1946–2018).